# Yoshiyuki Morishita
Yoshiyuki Morishita (Tokyo, 4 dicembre 1962) è un attore giapponese.

## Filmografia parziale
- Kill Bill: Volume 1 (2003)
- Kill Bill: Volume 2 (2004)